# John Konrads
Jānis (John) Konrads (Riga, 21 mei 1942 - Sydney, 25 april 2021) was een Australisch zwemmer.

## Biografie
Konrads werd in Riga geboren tijdens de Duitse bezetting. In 1944 vluchtte Konrads met zijn familie voor de Sovjettroepen naar Duitsland. Na vijf jaar in een vluchtelingenkamp, emigreerde de familie Konrads naar Australië nadat de Verenigde Staten zijn familie had geweigerd vanwege de omvang.
Konrads won tijdens de Olympische Zomerspelen van 1960 de gouden medaille op de 1500m vrije slag en de bronzen medaille op de 400m vrije slag en de 4x200m vrije slag. Vier jaar later zwon Konrads alleen de series op de 4x200m vrije slag, omdat Konrads niet de in de finale zwom werd hij niet geklasificeerd.

## Internationale toernooien
| Jaar | Olympische Spelen                                      | Gemenebestspelen                                       |
| ---- | ------------------------------------------------------ | ------------------------------------------------------ |
| 1958 |                                                        | 440y vrije slag · 1650y vrije slag · 4x220y vrije slag |
| 1960 | 400m vrije slag · 1500m vrije slag · 4x200m vrije slag |                                                        |
| 1964 | 4x200m vrije slag                                      |                                                        |

1908: Henry Taylor ·
1912: George Hodgson ·
1920: Norman Ross ·
1924: Boy Charlton ·
1928: Arne Borg ·
1932: Kusuo Kitamura ·
1936: Noboru Terada ·
1948: James McLane ·
1952: Ford Konno ·
1956: Murray Rose ·
1960: John Konrads ·
1964: Bob Windle ·
1968: Mike Burton ·
1972: Mike Burton ·
1976: Brian Goodell ·
1980: Vladimir Salnikov ·
1984: Mike O'Brien ·
1988: Vladimir Salnikov ·
1992: Kieren Perkins ·
1996: Kieren Perkins ·
2000: Grant Hackett ·
2004: Grant Hackett ·
2008: Oussama Mellouli ·
2012: Sun Yang ·
2016: Gregorio Paltrinieri  ·
2020: Bobby Finke
- Nationale Bibliotheek van Letland: 000305429
- Nationale bibliotheek van Australië: 60478219
- Virtual International Authority File: 4983150749011416420009